# Josephosella proiecta
Josephosella proiecta is een vlokreeftensoort uit de familie van de Melitidae. De wetenschappelijke naam van de soort is voor het eerst geldig gepubliceerd in 1995 door Stock & Illife.